# Plagiochila hiroshiana
Plagiochila hiroshiana là một loài rêu trong họ Plagiochilaceae. Loài này được Pocs mô tả khoa học đầu tiên năm 2006.